# Alain Vircondelet
Alain Vircondelet (Argel, 1947) es un académico, crítico literario, novelista, ensayista y biógrafo francés.

## Biografía
Alain Vircondelet nació en Bab El Oued, un barrio de Argel, en 1947. Estudió literatura moderna y filosofía en La Sorbona, donde se doctoró en Literatura moderna e Historia del arte. Más tarde, enseñó literatura de los siglos XVIII y XX en la Universidad. Fue profesor en la Facultad de Artes del Instituto Católico de París. Es presidente del jurado del premio Marguerite-Duras, y un habitual colaborador del periódico francés Le Figaro, y de trabajos enciclopédicos (Universalis). Es miembro de la Academia católica de Francia en la sección de Artes y Letras.
Fue biógrafo de varias figuras de importancia en la literatura, el arte y la espiritualidad cristiana: Albert Camus, Marguerite Duras, Blaise Pascal, Arthur Rimbaud, Carlos de Foucauld, Françoise Sagan, Antoine de Saint-Exupéry, Juan Pablo II, Balthus o incluso Giacomo Casanova. Reconocido participante del Festival de la Biografía de Carré d'Art, presidió con Irène Frain la novena edición en el año 2010.
Especialista en Venecia, dedicó varias obras a la Serenísima República de Venecia. Está particularmente interesado en la teología, imaginería religiosa, así como en la pintura y la arquitectura. Su obra fue traducida a varios idiomas.
El 26 de noviembre de 2010 la justicia francesa determinó que el argumento de la película francesa Séraphine, ganadora de ocho premios César en 2009 entre los que se contaba el premio al mejor guion original (a Martin Provost, también director de la película, y a Marc Abdelnour), había sido plagiado de la biografía titulada Séraphine de Senlis (1986), obra de Alain Vircondelet. La justicia dictaminó un resarcimiento de 25 000 euros a Vircondelet en concepto de «daños y perjuicios por infracción de su derecho moral de autor» y 25 000 euros para la editorial Albin Michel «en compensación por la infracción de sus derechos patrimoniales», a lo que se sumó el pago de 6 000 euros al autor y a su editor como costas de la corte, y la publicación de la sentencia en tres periódicos o revistas de elección de los solicitantes, dentro del límite de 3 500 euros cada uno, a expensas del director-productor y guionista.

## Premios y distinciones
Alain Vircondelet fue distinguido como caballero de la Orden de las Artes y las Letras, condecorado como caballero de la Orden Nacional del Mérito, e incluido en el Who's who de Francia del año 2000.
Obtuvo varios premios literarios:
- Premio Cœur France 2005 por Une passion à Venise. Sand et Musset, la légende et la vérité (2004).
- Premio Bel-Ami 2009 - Roman por Séraphine. De la peinture à la folie (2008).
- Premio Méditerranée - Mención Especial 2010, por Albert Camus. Fils d'Alger (2010).

También recibió el premio Paris Match-ville d’Arcachon por su obra Antoine et Consuelo de Saint-Exupéry (Fayard, 2009, ISBN 978-2-213-63113-4).

## Obra

### Biografías
- Séraphine de Senlis, Albin Michel, 1986.
- Joris-Karl Huysmans, Plon, 1990.
- Le Roman de Jacqueline et Blaise Pascal. La nuit de feu, éditions Flammarion, 1992.
- Jean-Paul II, éditions Julliard, 1994.
- Charles de Foucaud, éditions du Rocher, 1997.
- Albert Camus. Vérité et légendes, éditions du Chêne, 1998.
- La Princesse de Lamballe, Flammarion, 1998.
- Marguerite à Duras, Édition 1, 1998.
- Mémoires de Balthus, biographie, éditions du Rocher, 2001.
- Saint-Exupéry. Vérité et légendes, éditions du Chêne, 2000.
- L'Enfance de Jean-Paul II, biographie, éditions du Rocher, 2002.
- Bernadette. Celle qui a vu, essai, Desclée de Brouwer, 2002.
- Sagan, un charmant petit monstre, Flammarion, 2004.
- Jean-Paul II, Flammarion, 2004.
- Une passion à Venise. Sand et Musset, la légende et la vérité, Plon, 2004.
- Antoine et Consuelo de Saint-Exupéry. Un amour de légende, Les Arènes, 2005.
- Les Derniers jours de Casanova, Flammarion, 2005.
- La Passion de Jean-Paul II, Presses de la Renaissance, 2005.
- Sur les pas de Marguerite Duras, Presses de la Renaissance, 2006.
- Jésus, Flammarion, 2007.
- La Véritable histoire du Petit Prince, Flammarion, 2008.
- Séraphine. De la peinture à la folie, Albin Michel, 2008.
- Marguerite Duras. Une autre enfance, Éditions Le Bord de l'eau, 2009.
- C'étaient Antoine et Consuelo de Saint-Exupéry, éditions Fayard, 2009.
- Auprès de Balthus, Éditions du huitième jour, 2010.
- Dans les pas de Saint-Exupéry, éditions de l'Œuvre, 2010.
- Albert Camus. Fils d'Alger, Fayard, coll. « Biographie », 2010.
- Saint Jean Paul II, Plon, 2011.
- Saint-Exupéry. Histoire d'une vie, Flammarion, 2012.
- Les Trésors du Petit Prince, Gründ, 2014.

### Ensayos y documentos
- Marguerite Duras : un essai, une biographie, éditions Seghers, 1972.
- La Poésie fantastique française, Seghers, 1973.
- Alger l'amour, Presses de la Renaissances, 1982.
- Le Monde merveilleux des images pieuses, Hermé, 1988.
- La Cuisine de là-bas, Hermé, 1989.
- Antoine de Saint-Exupéry, Julliard, coll. « écrivain / écrivain », 1994.
- Pour Duras, Calmann-Lévy, 1995.
- « Je vous salue, Marie » : représentations populaires de la Vierge, éditions du Chêne, 1996.
- Huysmans, entre grâce et péché, Beauchesne, 1997.
- Duras, Dieu et l'écrit, éditions du Rocher, 1998.
- Marguerite Duras et l'émergence du chant, La Renaissance du Livre, 2000.
- Les Chats de Balthus, Flammarion, 2000.
- Lettres du dimanche. Consuelo de Saint-Exupéry, Plon, 2001.
- Nulle part qu'à Venise, Plon, 2003.
- Venise, beau livre, Flammarion, 2006.
- Venise ou l'innocence retrouvée, beau livre, Somogy éditions d'art, 2007.
- Alger Alger, Elytis, 2008.
- Venise. Art et architecture, beau livre, Flammarion, 2008.
- Venise et son histoire, beau livre, Flammarion, 2008.
- Venise. Un art de vivre, beau livre, Flammarion, 2008.
- Les Enclos Bretons. Chefs-d'œuvres de l'art populaire, Flammarion, 2003.
- L'Antiquité rêvée : Innovations et résistances au XVIIIe siècle, TTM éditions, 2010.
- C'était notre Algérie, éd. L'Archipel, 2011.
- Les Couples mythiques de l'art, Beaux-Arts éd., 2011.
- La Traversée, éd. First, 2011.
- Le Grand guide de Venise, beau livre, éditions Eyrolles, 2012.
- Rencontrer Marguerite Duras, éd. Mille et une nuits, 2014.

### Novelas
- Bonaventure, éditions Stock, 1977.
- Un amour a Venise, Stock, 1979.
- La Vie la vie, Albin Michel, 1985.
- Le Petit frère de la nuit, Albin Michel, 1987.
- Maman la blanche, Albin Michel, 1992.
- Tant que le jour te portera, Albin Michel 1992.
- La Tisserande du Roi Soleil, Flammarion, 1992.
- Naissance d'un père, éditions du Rocher, 1993.
- Là-bas. Souvenirs d'une Algérie perdue, Le Chêne, 1996.
- Mortel amiante, récit, Éditions Anne Carrière, 1998.
- La Terreur des chiens, éditions du Rocher, 1999.
- La Maison devant le monde, Desclée de Brouwer, 2000.
- Journal de résistance d'un chrétien dans le monde, Flammarion, 2003.
- Éloge des herbes quotidiennes, éditions du Rocher, 2006.
- La Vie, la vie, éditions Écriture, 2012.[9]